# 韋傑冰川
韋傑冰川（英語：Wager Glacier）是南極洲的冰川，位於亞歷山大一世島東岸，最終在馬爾海崖以南注入喬治六世海峽，以牛津大學地質學教授命名。
69°48′S 69°23′W / 69.800°S 69.383°W